# Байрамова, Айгюн Аликули кызы
Айгюн Аликули кызы Байрамова (азерб. Aygün Əliqulu qızı Bayramova; род. 13 августа 1967, Сарыгаджылы, Агдамский район) — азербайджанская ханенде и оперная певица. Народная артистка Азербайджана (2005).

## Биография
Родилась 13 августа 1967 года в селе Сарыгаджылы Агдамского района Азербайджанской ССР. Детство прошло в Агдамском районе.
В 1989 году окончила  Музыкальное училище имени Асафа Зейналлы, класс Шовкет Алекперовой. В 1995 году окончила Азербайджанскую государственную консерваторию, класс Арифа Бабаева.
В 1979 году стала солисткой ансамбля «Карабахские соловьи». С 1989 года солистка — Театра Мугама.
С 2002 года — солистка Азербайджанского театра оперы и балета.
В репертуаре ханенде многочисленные народные песни и теснифы. Создала образы Лейли (опера «Лейли и Меджнун»), певицы (опера «Натаван»), девушки-ханенде (опера «Кёроглы»), Шахсенем (опера «Ашуг-Гариб») и многих других в мугамных операх.
Является участником и лауреатом многих конкурсов и фестивалей.
Посетила с гастролями ряд зарубежных стран, в том числе США, Германию, Австрию, Голландию, Сирию, Саудовскую Аравию, Турцию.
Преподает в Музыкальном училище им. Асафа Зейналлы, Азербайджанской государственной консерватории, Азербайджанской национальной консерватория.

## Фильмография
- «Расстрелянные статуи[азерб.]» (2002)
- «Yeni həyat» («Новая жизнь») (2005)

## Награды
- Заслуженная артистка Азербайджана (24 декабря 2002)[3]
- Народная артистка Азербайджана (16 сентября 2005)[4]
- Премия Президента Азербайджана (30 апреля 2014[5], 6 мая 2015[6], 6 мая 2016[7], 1 мая 2017[8])